# Витловска
Витловска коса је једна од козарских коса са надморском висином 589 метара. Налази се на сјеверу националног парка Козара. Смјештена је између двије козарачке ријеке, и то на десној обали Мљечанице и лијевој обали Грачанице, које се на сјеверозападном дијелу овог виса и спајају. (Грачаница се ту у Саставцима улива у Мљечаницу).
Овај козарачки вис је дуга око 5 километара а широк око 1,5 километар. Постављен је правцем југоисток-сјеверозапад. Богат је црногоричном (смрека и јела) и бјелогоричном (храст, буква и граб) прашумском шумом и разноврсном дивљчи (дивља свиња, срнећа дивљач, зец, листица, дивља мачка, куна...). Цијела је Козара, као и Витловска, била у времену Аустроугарское владавине БиХ, испреплетена ускотрачном пругом којом се одвозила посјечена шума на даљњу прераду. И данас, поготово на Витловској, остали су трагови ове пруге, а то су насипи, мостови, чак и понеки трули пружни праг.
Витловска је позната из прошлости по два догађаја.
- 1851. године је букнула буна крајшких муслимана. Градић Козарац је био један од центара буне против турске власти. Зато је турски султан послао Омер-пашу Латаса, који је од тог похода сераскер- врховни командант, са великим бројем добро наоружаних војника да угуши буну. Паша је у свом крвавом походу спалио Козарац. 7. априла 1851. године је са својим штабом заноћио на овом козарачком вису па је мјесто на коме је заноћио по том историјском ноћењу названо Пашини Конаци.
- Други догађај на вису Витловска је из новије историје. У вријеме НОБ-е 1942. године су на овом козарачком вису били смјештени партизанска болница, штмпарија Козарског Вјесника и главни штаб партизанског одреда Козаре. Мјесто на коме је била Партизанска болница на Козари обиљежено је скромним спомеником на коме пише: „Овде је била болница“.